# Lone Mathiesen
Lone Mathiesen Laugesen, född i Midtjurs den 28 januari 1972 är en inte längre aktiv handbollsspelare från Danmark. Hon spelade som vänstersexa.

## Karriär
Började handbollskarriären i Knudsø BK och spelade också för Brabrand IF under ungdomsåren. Lone Mathiesen spelade i  stort sett hela sin aktiva karriär i IK Skovbakken från Århus,  det blev  fler än 300 matcher. 1998 skadade hon korsbandet och fick opereras. Efter avslutningen på den aktive elitkarriären har Lone Mathiesen spelat på lägre nivå och fungerat som tränare i bland annat sin gamla klubb Skovbakken och Viby IF. Under de första år efter karriärens avslutning  2003 hände det några gånger att Mathiesen hjälpte sitt gamla lag, når det var skadedrabbat och Mathiesen spelade enstaka matcher i representationslaget.

### Landslagskarriär[5]
Lone Mathiesen hade en kort landslagskarriär med 22 spelade matcher 1996 till 1999. Första matchen den 1 november 1996 blev hon 3 måls skytt när Danmark besegrade Polen med 24-18. Hon spelade sedan 22 landskamper och lade 37 mål i landslaget fram till den 18 februari 1999 mot Norge då hon avslutade landslagskarriären med att göra 4 mål på Norge i en uddamålsförlust 24-25. Bara fyra landskamper inträffade 1996 och 1999. De andra 18 var 1997 när hon var med i det danska VM-laget som tog guldet i VM. Under sin karriär var annars Anette Hoffmann den stora stjärnan som vänstersexa.

## Privatliv
Civilt er hon utbildad till lärare och började som lärare på Strib Idrætsefterskole, senare blev hon anställd som pedagogisk ledare på Klank Efterskole. År 2015 blev hon vice föreståndare på Vejle Idrætsefterskole. Dessutom håller hon ibland  föredrag.

### Fotnoter
1. ↑  ”EHF /Lone Mathiesen”. Arkiverad från originalet den 5 oktober 2012. https://web.archive.org/web/20121005104603/http://www.eurohandball.com/ec/ehfc/women/2000-01/player/513198. Läst 26 februari 2019.
2. ↑  ”DhDb / Lone Mathiesen”. http://dhdb.hyldgaard-jensen.dk/spiller.php?id=2518. Läst 26 februari 2019.
3. ↑  ”Landsholdsspillere fra Viby”. Viby IF Håndbold. https://www.viby-haandbold.dk/klub/viby-if-handbold/sider/landsholdsspillere-fra-viby. Läst 30 december 2021.
4. ↑  ”Lone Mathiesen slemt skadet”. https://jyllands-posten.dk/premium/sport/ECE3517123/KORT-NYT/. Läst 26 februari 2019.
5. ↑  ”Haslund info / Lone Mathiesen”. http://www.haslund.info/haandbold/20_dame/20_spillere/matlon.asp. Läst 26 februari 2019.
6. ↑  ”Ansat Lone Mathiesen”. Arkiverad från originalet den 9 februari 2019. https://web.archive.org/web/20190209124300/https://www.vies.dk/ansat/lone-mathiesen. Läst 26 februari 2019.